# Krzysztof Boguszewski

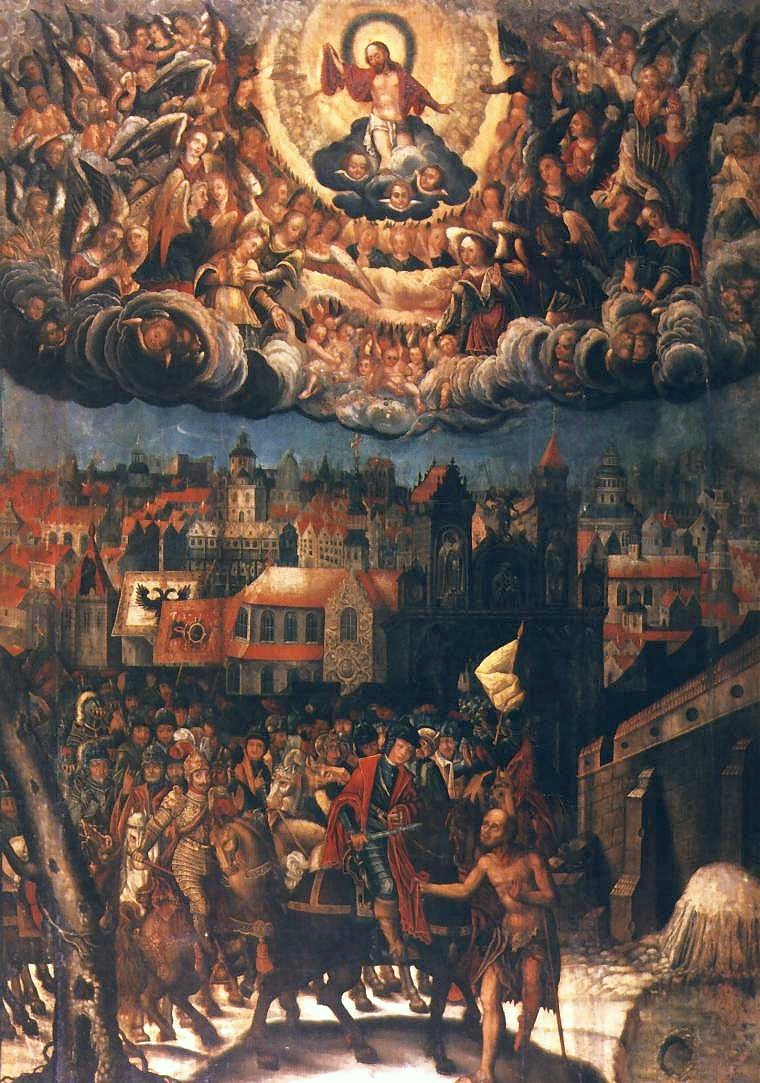
Wjazd św. Marcina do Amiens, 1628

Krzysztof Aleksander Boguszewski (zm. w 1635 r. w Poznaniu) – polski malarz, który żył i pracował w Wielkopolsce.

## Życiorys
Był synem Augustyna. Pochodził z ziemi chełmskiej z rodziny szlacheckiej herbu Ostoja.  Niewiele wiadomo o jego życiu i wykształceniu artystycznym. Wczesne lata twórczości związały go z Gdańskiem z warsztatem Hermana Hana. W roku 1623 Zygmunt III Waza, jako znanemu już malarzowi przyznał serwitorat królewski. W latach 1627–1631 wykonał  dla Ratusza Głównego  Miasta w Gdańsku obraz Bitwa pod Grunwaldem.
W 1628 roku pracował w opactwie cysterskim w Paradyżu-Gościkowie koło Międzyrzecza, jako malarz opata Marka Łętowskiego. Tam powstały zachowane do dziś cztery obrazy,  z których  obraz Św, Paweł pozostał na miejscu, natomiast pozostałe trzy przeniesiono w 1834 roku, z powodu likwidacji klasztoru, do katedry w Poznaniu. Są to obrazy:
- Wjazd św. Marcina do Amiens – rok 1628, olej na płótnie i desce[3]. Jedyny sygnowany obraz artysty. Około roku 1857 znajdował się  w kaplicy Górków w katedrze, a w 1906 przeniesiono go do kaplicy pw. św. Marcina, gdzie znajduje się obecnie.
- Niepokalane Poczęcie  – pierwotnie w kaplicy św. Franciszka Ksawerego w katedrze, obecnie w zbiorach Muzeum Archidiecezjalnego w Poznaniu[4].
- Niebieskie Jeruzalem – obecnie znajduje się w kaplicy Matki Boskiej i Świętych Aniołów.

W roku 1629 Krzysztof Boguszewski był klerykiem w Poznaniu, gdzie w roku 1631 przyjął święcenia kapłańskie i został proboszczem kościoła św. Wojciecha w Poznaniu. W kościele tym, w jednym z ołtarzy, znajduje się obraz Anioła Stróża, który jest mu przypisywany. Boguszewski był również fundatorem tego ołtarza i opiekunem Bractwa Aniołów Stróżów.
Zmarł w 1635 roku w Poznaniu i został pochowany w podziemiach kościoła św. Wojciecha.
Testament artysty potwierdza jego kontakty z Opalińskimi z Sierakowa. Tak też można przypuszczać, że autorstwa  Boguszewskiego są obrazy z ołtarza Matki Boskiej na smoku ufundowane w 1629 roku  przez wojewodziankę Zofię Opalińską. Na podstawie informacji zawartych w testamencie artyście przypisuje się obraz Matki Boskiej z Dzieciątkiem w kościele w Otorowie. Zapewne dziełem Boguszewskiego jest także obraz Matki Boskiej w kościele w Biechowie.

## Literatura dodatkowa
- Krystyna Sinko: Boguszewski Krzysztof. W: Polski Słownik Biograficzny. T. 2: Beyzym Jan – Brownsford Marja. Kraków: Polska Akademia Umiejętności – Skład Główny w Księgarniach Gebethnera i Wolffa, 1936, s. 219–220. Reprint: Zakład Narodowy im. Ossolińskich, Kraków 1989, ISBN 83-04-03291-0